# Lorenzo Bellini
Lorenzo Bellini (født 3. september 1643, død 8. januar 1704) var en italiensk læge.
Bellini blev professor i i 1663 filosofi, teoretisk medicin og anatomi i Pisa, til sidst livlæge hos storhertugen af Toscana. 19 år gammel skrev han Exercitatio anatomica de structura et usu renum (1662), hvori han påviste de fine kanaler, der danner størstedelen af nyrerne, og som efter ham kaldes Tubuli Belliniani. I sin historiske oversigt i dette arbejde nævner han ikke den eneste tidligere forfatter, Eustachius, der har gjort samme iagttagelse, og ganske det samme uheld havde han i et senere arbejde om smagsorganerne (1665). Hans Opera omnia udkom i Venedig 1708 og oftere.